# Shorapur
Shorapur es una ciudad de la India en el distrito de Yadgir, estado de Karnataka.

## Geografía
Se encuentra a una altitud de 496 m s. n. m. a 508 km de la capital estatal, Bangalore, en la zona horaria UTC +5:30.

## Demografía
Según estimación 2011 contaba con una población de 62 712 habitantes.